# Musikjahr 1871
Liste der Musikjahre

◄◄ | ◄ | 1867 | 1868 | 1869 | 1870 | Musikjahr 1871 | 1872 | 1873 | 1874 | 1875 | ► | ►►

Weitere Ereignisse
Dieser Artikel behandelt das Musikjahr 1871.

## Ereignisse

### Spielstätten
- 00. Februar: Mit einem Amateurkonzert von Mitgliedern der Trinity Episcopal Church wird das neu errichtete Springer Opera House in Columbus, Georgia, eröffnet.

Stereoskopisches Foto vom Inneren der Royal Albert Hall im 19. Jahrhundert

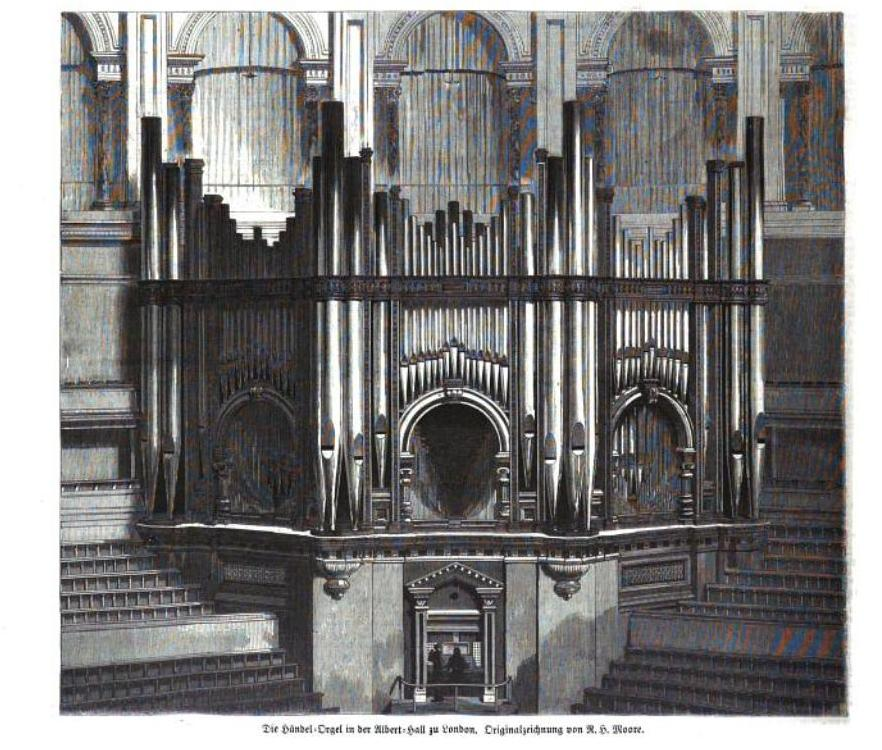
Die Willis-Orgel im Jahr 1871

- 29. März: Die Royal Albert Hall im Londoner Stadtteil Kensington wird von Königin Victoria eröffnet. Sie bildet den nutzbaren Teil der nationalen Gedenkstätte zu Ehren von Prinz Albert von Sachsen-Coburg und Gotha, dem 1861 gestorbenen Gemahl von Königin Victoria. Der Bau der Royal Albert Hall ist einem römischen Amphitheater nachempfunden und Zeugnis viktorianischer Architektur. Die von Henry Willis gebaute Orgel der Royal Albert Hall ist zu diesem Zeitpunkt die größte Orgel der Welt.
- In Wien beginnt der Bau des Wiener Stadttheaters durch die Architekten Ferdinand Fellner den Älteren und Ferdinand Fellner den Jüngeren für eine private AG des Journalisten Max Friedländer und des Theaterautors und -leiters Heinrich Laube. Die beiden wollen damit ein bürgerliches Theater errichten, das – ohne Zensur – den kaiserlichen Hoftheatern Konkurrenz machen soll.

### Uraufführungen

#### Musiktheater

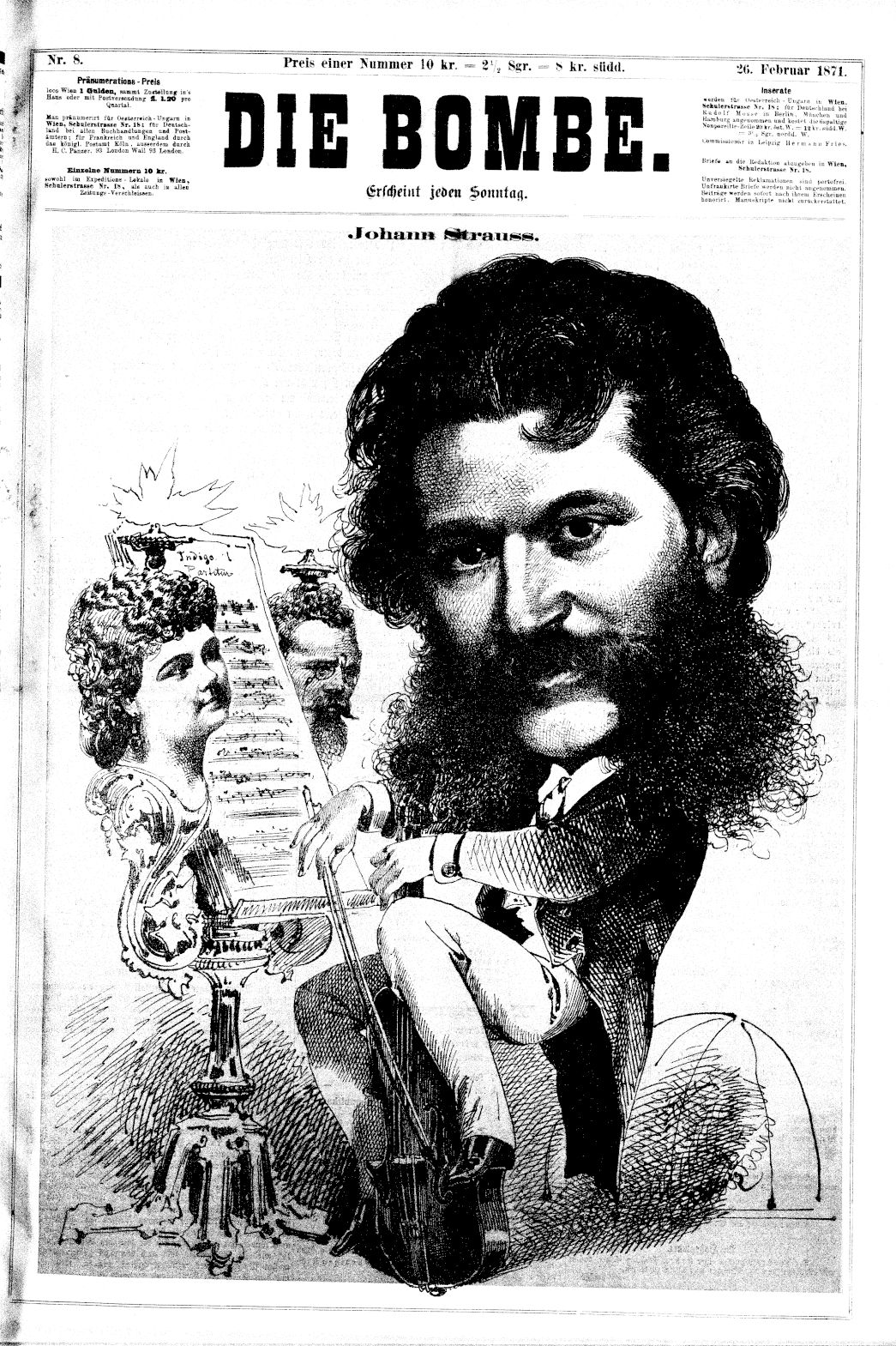
Johann Strauss (Sohn) in der Satirezeitschrift Die Bombe, 26. Februar 1871

- 10. Februar: Mit Indigo und die 40 Räuber wird die erste Operette von Johann Strauss (Sohn) am Theater an der Wien in Wien uraufgeführt. Das Libretto stammt von mehreren Bearbeitern, wird aber bereits nach der Uraufführung neuerlich überarbeitet. Der Text basiert auf dem Märchen Ali Baba und die vierzig Räuber aus Tausendundeine Nacht. Dem Stück ist wenig Erfolg beschieden.
- 01. April: Im Teatro La Fenice in Venedig findet die Uraufführung der Oper Linda d’Ispahan von Gian Francesco Malipiero statt.
- 11. April: Die Uraufführung der Oper Mirjam von August Klughardt findet in Weimar statt.
- 24. Dezember: Die Oper Aida von Giuseppe Verdi mit dem Libretto von Antonio Ghislanzoni, verfasst nach einem Szenarium von Auguste Mariette, wird mit mehr als einjähriger Verspätung am Khedivial-Opernhaus in Kairo uraufgeführt. Grund für die Verzögerung ist, dass die Kostüme und Requisiten bei der preußischen Belagerung von Paris im Deutsch-Französischen Krieg eingeschlossen waren. Das Werk wird zu einer der erfolgreichsten Opern des 19. Jahrhunderts.

Weitere Uraufführungen
- Arthur Sullivan: Thespis (Komische Oper); The Merchant of Venice (Bühnenmusik)
- Antonín Dvořák: Der König und der Köhler (Komische Oper) in 3 Aufzügen erste Fassung
- Giovanni Bottesini: Alì Babà. (Komische Oper in 4 Akten, Uraufführung in London)

#### Instrumental- und Vokalmusik
- 14. April: Die Uraufführung des am 15. März fertiggestellten patriotischen Marsches Kaisermarsch von Richard Wagner erfolgt im Berliner Concerthaus an der Leipziger Straße unter der Leitung von Benjamin Bilse. Am 5. Mai dirigiert Wagner selbst das Stück in der Königlichen Hofoper in Anwesenheit von Kaiser Wilhelm I.
- 18. Oktober: Das Schicksalslied von Johannes Brahms wird im Karlsruhe uraufgeführt.
- Johann Strauss (Sohn): Shawl-Polka, Polka francaise, op. 343; Indigo-Quadrille, op. 344; Auf freiem Fuße, Polka francaise, op. 345; Tausend und Eine Nacht, Walzer, op. 346; Aus der Heimath, Polka Mazurka, op. 347; Im Sturmschritt, Schnell Polka, op. 348; Indigo-Marsch, op. 349; Lust’ger Rath, Polka francaise, op. 350; Die Bajadere, Polka schnell, op. 351
- August Klughardt: Die Wacht am Rhein. Siegesouvertüre op. 26
- Pjotr Iljitsch Tschaikowski: Streichquartett Nr. 1 D-Dur op. 11

### Weitere Ereignisse
- 17. Juni: Bei der musikalischen Siegesfeier in der Berliner Hofoper erhält das Lied Die Wacht am Rhein von Carl Wilhelm und Max Schneckenburger eine zentrale Bedeutung. Es wird zum Abschluss der Feier nach dem Kaiser-Wilhelm-Marsch der Komponistin Ingeborg Bronsart von Schellendorf aufgeführt und erhält im Deutschen Kaiserreich neben Heil dir im Siegerkranz die Funktion einer inoffiziellen Nationalhymne.

## Gründungen
- Gründung der afroamerikanischen A-cappella-Gesangsgruppe Fisk Jubilee Singers.

## Geboren

### Januar bis Juni
- 03. Januar: Max Kaempfert, Schweizer Komponist und Dirigent († 1941)
- 05. Januar: Frederick Shepherd Converse, US-amerikanischer Komponist († 1940)
- 05. Januar: Frank Patterson, US-amerikanischer Komponist († 1966)
- 08. Januar: Hermann Hopf, deutscher Violoncellist und Komponist († 1930)
- 23. Januar: Salvator Issaurel, französischer Sänger und Musikpädagoge († 1944)
- 25. Januar: Julius Lehnert, österreichischer Dirigent, Kapellmeister, Chorleiter, Korrepetitor und Arrangeur († 1962)
- 02. Februar: Olga Iossifowna Preobraschenskaja, russische Tänzerin und Tanzpädagogin († 1962)
- 02. Februar: Vicente Zurrón, spanischer Pianist und Komponist († 1915)
- 07. Februar: Wilhelm Stenhammar, schwedischer Komponist, Pianist und Dirigent († 1927)
- 10. Februar: Martin Seydel, deutscher Musikwissenschaftler, Stimmbildner und Philosoph († 1934)
- 18. Februar: Bernard Crocé-Spinelli, französischer Komponist († 1932)
- 22. Februar: Hélène-Frédérique de Faye-Jozin, französische Komponistin († 1942)
- 03. März: Ada Crossley, australische Sängerin († 1929)
- 05. März: Karl Grunsky, deutscher Historiker und Musikschriftsteller († 1943)
- 09. März: Arthur Fickenscher, US-amerikanischer Komponist († 1954)
- 13. März: Anastassija Dmitrijewna Wjalzewa, russische Sängerin († 1913)
- 14. März: Olive Fremstad, schwedisch-US-amerikanische Opernsängerin († 1951)
- 22. März: Paul Gläser, deutscher Kirchenmusiker, Komponist und Kirchenmusikdirektor († 1937)
- 25. März: Hermann Abert, deutscher Musikgelehrter († 1927)
- 28. März: Willem Mengelberg, niederländischer Dirigent († 1951)
- 31. März: Frida Scotta, dänische Violinistin († 1948)
- 06. April: Alfred Montmarquette, kanadischer Folkkomponist und Akkordeonist († 1944)
- 14. April: Antonio Paoli, puerto-ricanischer Opernsänger († 1946)

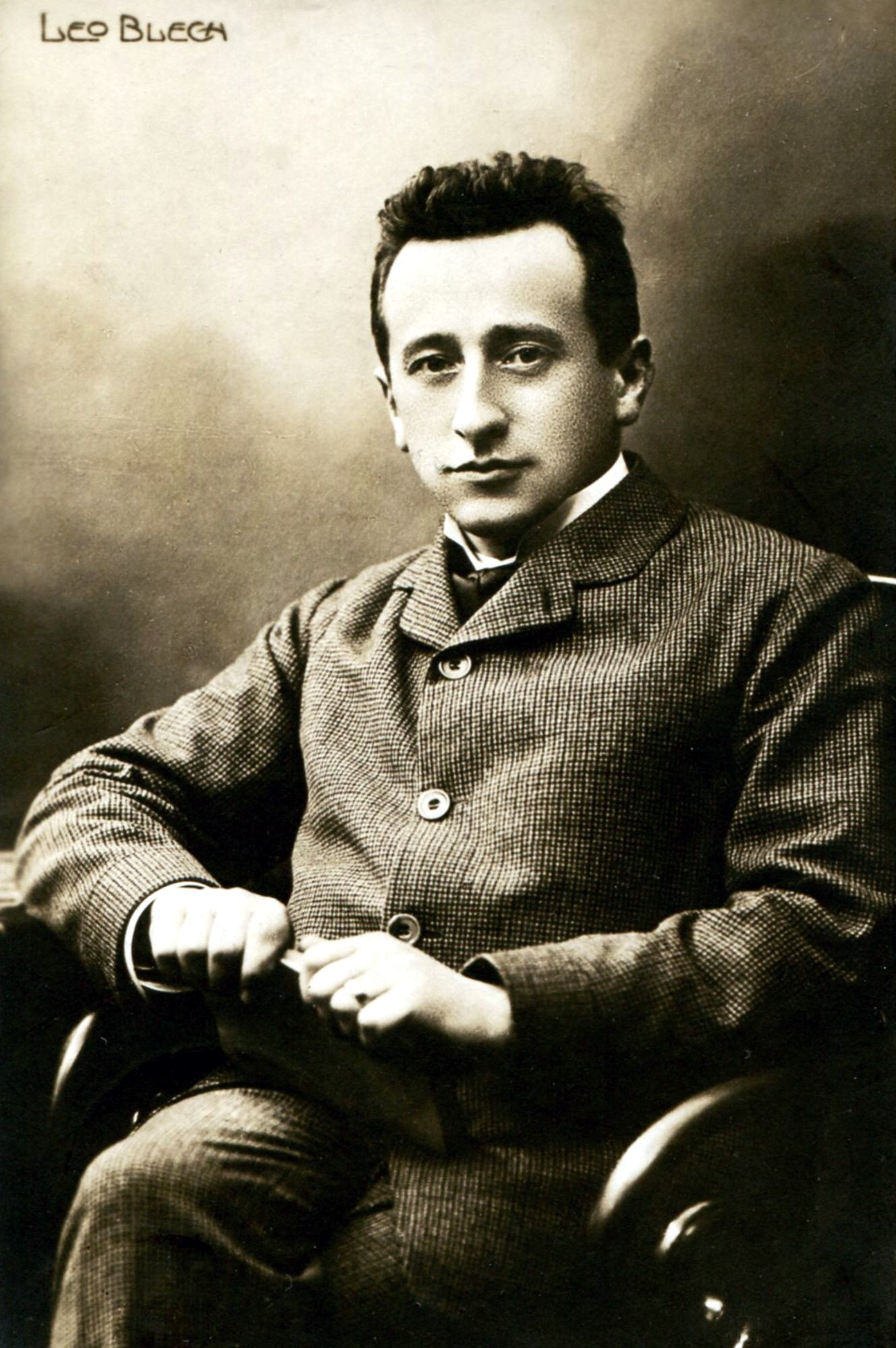
Leo Blech; * 21. April

- 21. April: Leo Blech, deutscher Komponist und Dirigent († 1958)
- 26. April: Lew Eduardowitsch Konjus, russischer Pianist, Musikpädagoge und Komponist († 1944)
- 27. April: Arthur Nevin, US-amerikanischer Komponist, Dirigent und Musikpädagoge († 1943)
- 30. April: Louise Homer, US-amerikanische Opernsängerin († 1947)
- 17. Mai: Céline Marier, kanadische Sängerin und Gesangspädagogin († 1940)
- 30. Mai: Harry Macdonough, kanadischer Sänger († 1931)
- 03. Juni: Emilián Trolda, tschechischer Musikhistoriker († 1949)
- 17. Juni: Hermann Durra, deutscher Komponist und Gesanglehrer († 1954)
- 28. Juni: Alexander d’Arnals, deutscher Regisseur, Dirigent, Schauspieler und Opernsänger († 1947)

### Juli bis Dezember
- 03. Juli: Joseph Douglass, afroamerikanischer Konzertgeiger († 1935)
- 08. Juli: Clement Harris, britischer Pianist und Komponist († 1897)
- 20. Juli: Ernest Hutcheson, australischer Pianist, Musikpädagoge und Komponist († 1951)
- 27. Juli: Ákos Buttykay, ungarischer Komponist († 1935)
- 16. August: Sachari Paliaschwili, georgischer Komponist († 1933)
- 30. September: Ruben Liljefors, schwedischer Komponist († 1936)
- 04. Oktober: Arnaldo Galliera, italienischer Komponist und Musikpädagoge († 1934)
- 07. Oktober: Viola Gillette, US-amerikanische Sängerin († 1956)
- 14. Oktober: Alexander von Zemlinsky, österreichischer Komponist und Dirigent († 1942)
- 16. Oktober: Julius Wengert, deutscher Komponist und Liederdichter († 1925)
- 23. Oktober: João Gomez de Araújo, brasilianischer Komponist († 1963)
- 31. Oktober: Edgar de Glimes, deutscher Komponist und Pianist († 1941)
- 01. November: Aleksandr Spendiarjan, armenischer Komponist († 1928)
- 07. November: Otto Wolf, deutscher Violinist und Hofopernsänger († 1946)
- 21. November: Panajot Pipkow, bulgarischer Komponist († 1942)
- 20. Dezember: Henry Kimball Hadley, US-amerikanischer Komponist und Dirigent († 1937)
- 21. Dezember: Charles Galloway, US-amerikanischer Komponist († 1931)
- 21. oder 31. Dezember: Charles Dalmorès, französischer Sänger (Tenor) († 1939)
- 24. Dezember: Bruno Mugellini, italienischer Pianist († 1912)

### Genaues Geburtsdatum unbekannt
- Karl Giesen, deutscher Sänger († 1922)
- Ronald M. Grant, US-amerikanischer Organist und Kirchenmusiker († 1910)

## Gestorben
- 04. Januar: Vincent Adler, ungarischer Komponist (* 1826)
- 12. Januar: Henry Alford, anglikanischer Theologe, Neutestamentler und Kirchenlieddichter (* 1810)
- 07. Februar: Heinrich Steinweg, deutschstämmiger US-amerikanischer Klavierbauer (* 1797)
- 08. Februar: Ignác Ondříček, böhmischer Geiger und Kapellmeister (* 1807)
- 21. März: Alma von Wasielewski, deutsche Pianistin (* 1827)
- 28. April: Ferdinand Prantner, österreichischer Beamter, Schriftsteller und Zitherspieler (* 1813)

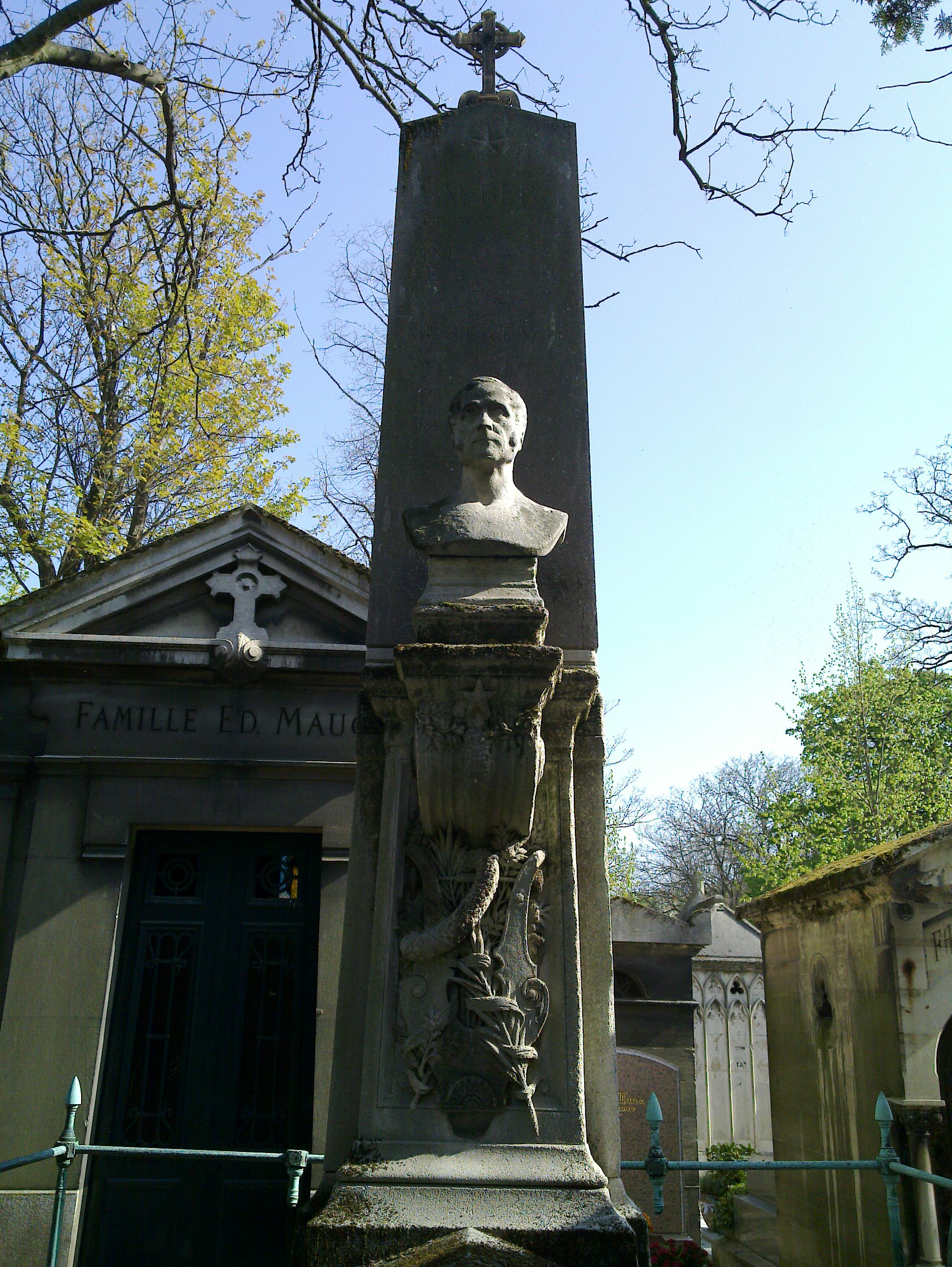
Aubers Grab auf dem Friedhof Père-Lachaise in Paris

- 12. Mai: Daniel-François-Esprit Auber, französischer Komponist (* 1782)
- 26. Mai: Ludwig Bausch senior, deutscher Geigenbauer und Bogenmacher (* 1805)
- 26. Mai: Aimé Maillart, französischer Komponist (* 1817)
- 03. Juli: Karl Gottfried Salzmann, österreichischer Pianist, Komponist und Musikpädagoge (* 1797)
- 17. Juli: Carl Tausig, polnischer Pianist, Komponist und Musikpädagoge (* 1841)
- 06. August: Miroslav Vilhar, slowenischer Autor, Komponist und Politiker (* 1818)
- 11. August: Jean-Chrysostome Brauneis, kanadischer Komponist und Organist (* 1814)
- 00. August: Joseph Charlot, französischer Komponist (* 1827)
- 03. September: Václav Emanuel Horák, böhmischer Komponist (* 1800)
- 14. September: Expedit Baumgart, deutscher Musikpädagoge, Komponist und Gymnasiallehrer (* 1817)
- 06. Oktober: Johann Leopold Abel, deutsch-britischer Komponist, Pianist, Violoncellist, Geiger und Musikpädagoge (* 1795)
- 28. Oktober: Johann Anton Stauffer, österreichischer Gitarrenbauer (* 1805)
- 25. Dezember: Louis Wandelt, deutscher Pianist und Musikpädagoge (* 1823)